# Bóng bầu dục Mỹ
Bóng bầu dục Mỹ (gọi đơn giản là football ở Hoa Kỳ và Canada), còn được gọi là  gridiron football (bóng bầu dục Bắc Mỹ), tiếng lóng tiếng Việt là banh cà na, là môn thể thao đồng đội bao gồm hai đội tham gia, mỗi đội gồm 11 cầu thủ trên một sân bóng hình chữ nhật có cột gôn ở mỗi đầu sân. Đội tấn công là đội cầm bóng (quả bóng có hình bầu dục), tịnh tiến vào phần sân đối phương bằng cách chạy với bóng hoặc chuyền bóng, trong khi đội phòng thủ là đội không cầm bóng, phải ngăn chặn bước tiến của đội tấn công và giành lại quyền kiểm soát bóng. Đội tấn công phải tịnh tiến được ít nhất 10 yard trong 4 lượt (down). Nếu thất bại, đội phòng ngự khi đó sẽ giành quyền cầm bóng, nhưng nếu thành công, đội tấn công sẽ nhận được 4 lượt down mới để tiếp tục tiến bóng. Có 2 cách ghi điểm chủ yếu, đó là đưa bóng vào vùng cấm địa (end zone) của đội đối phương để ghi được touchdown hoặc sút bóng qua cột gôn của đối phương để ghi bàn. Đội có nhiều điểm nhất khi kết thúc trận đấu sẽ chiến thắng.
Bóng bầu dục Mỹ được phát triển tại Hoa Kỳ, bắt nguồn từ bóng đá và bóng bầu dục rugby. Trận đấu bóng bầu dục Mỹ đầu tiên được diễn ra vào ngày 6 tháng 11 năm 1869 giữa hai đội đại học Rutgers và Princeton, sử dụng luật chơi dựa trên luật bóng đá vào thời điểm đó. Walter Camp - Cha đẻ của bóng đá Mỹ - đã đưa ra một loạt các thay đổi về luật chơi từ năm 1880 trở đi bởi, trong đó có giao bóng (snap), vạch khởi đầu (line of scrimmage), 11 cầu thủ mỗi đội, khái niệm của lượt (down). Những thay đổi về luật sau đó là cho phép chuyền bóng về phía trước, vùng trung gian (neutral zone) và quy định kích thước, hình dạng của quả bóng bầu dục. Môn thể thao này có liên quan chặt chẽ và phát triển song song với bóng bầu dục Canada mặc dù luật chơi của môn này được phát triển độc lập. Hầu hết các đặc điểm phân biệt bóng bầu dục Mỹ với bóng bầu dục rugby và bóng đá cũng có trong bóng bầu dục Canada. Hai môn thể thao này được coi là biến thể chính của bóng bầu dục Bắc Mỹ.
Bóng bầu dục Mỹ là môn thể thao phổ biến nhất ở Hoa Kỳ xét về lượng khán giả truyền hình. Các hình thức phổ biến nhất của bộ môn này là bóng bầu dục chuyên nghiệp và bóng bầu dục đại học cùng các cấp độ chính khác là bóng bầu dục trung học và bóng bầu dục trẻ. Tính đến năm 2022, có gần 1,04 triệu cầu thủ bóng bầu dục trung học tại Hoa Kỳ, cùng với 81.000 cầu thủ đại học khác ở cấp độ NCAA và NAIA. Giải Bóng bầu dục Quốc gia National Football League (NFL) có lượng khán giả tại sân trung bình cao nhất so với bất kỳ giải đấu thể thao chuyên nghiệp nào trên thế giới. Trận đấu tranh ngôi vô địch mang tên Super Bowl là một trong số các sự kiện thể thao cấp câu lạc bộ được theo dõi nhiều nhất trên toàn cầu. Vào năm 2022, giải đấu có doanh thu hàng năm khoảng 18,6 tỷ USD, trở thành giải đấu thể thao có giá trị nhất thế giới. Các giải đấu bóng bầu dục Mỹ chuyên nghiệp và nghiệp dư khác được tổ chức trên toàn thế giới, nhưng môn thể thao này không có mức độ phổ biến quốc tế cao như các môn thể thao khác của Mỹ như bóng chày hoặc bóng rổ. Bóng bầu dục Mỹ vẫn có được lượng người theo dõi ngày càng tăng ở phần còn lại của Bắc Mỹ, Châu Âu, Brazil và Nhật Bản.

## Thuật ngữ và tên gọi
Ở Hoa Kỳ, bóng bầu dục Mỹ được gọi là "football". Thuật ngữ "football" chính thức được sử dụng trong sách luật mùa giải bóng bầu dục đại học năm 1876 khi môn thể thao này lần đầu tiên chuyển dần từ luật kiểu bóng đá sang luật kiểu bóng bầu dục rugby. Mặc dù có thể được gọi là "rugby" vào thời điểm này nhưng Harvard, một trong những trường đề xuất môn này theo hướng rugby, đã thỏa thuận và yêu cầu không đổi tên môn thể thao này thành "rugby". Thuật ngữ "gridiron" hoặc "American football" được ưa chuộng ở các quốc gia nói tiếng Anh nơi các loại hình football khác phổ biến, chẳng hạn như Vương quốc Anh, Ireland, New Zealand và Úc.

## Dụng cụ thi đấu

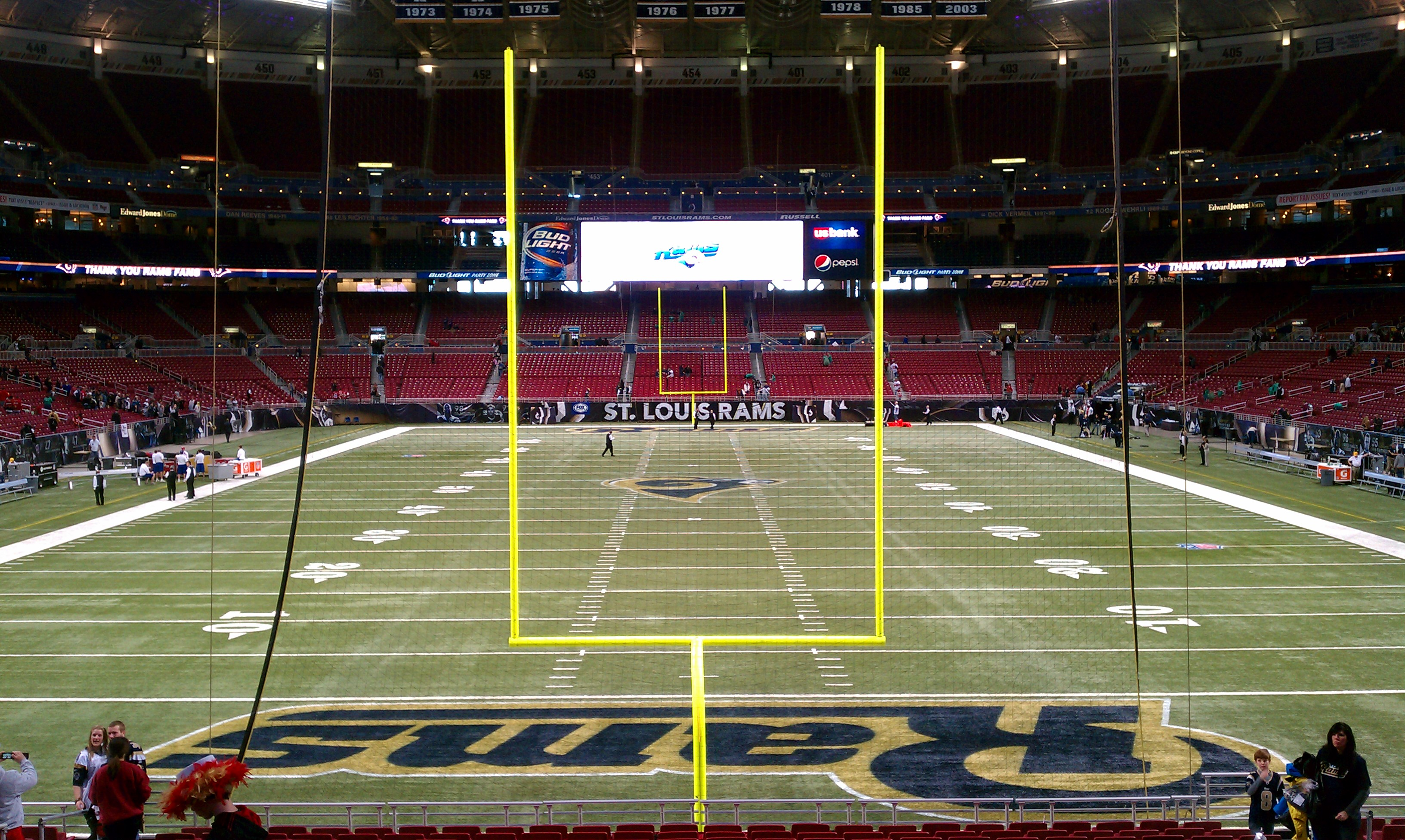
Thành phần một sân bóng bầu dục Mỹ.

### Sân chơi
Sân chơi của môn bóng bầu dục dài 100 yards (91,44 mét), chia làm 20 phần mỗi phần 5 yards (4,57 mét), được đánh dấu bằng 19 vạch dài màu trắng theo chiều ngang của sân. Giữa những vạch dài là bốn hàng vạch ngắn, mỗi hàng 4 vạch cách nhau 1 yard. Phần cuối cùng ở mỗi cuối sân được gọi là end-zone (vùng cấm địa), có chiều dài 10 yards (9,14 mét), thường thì được sọc chéo màu đỏ và được ngăn cách bởi một vạch trắng dài gọi là đường cấm địa (goal line). Cuối vùng cấm địa (end-zone) là vạch cuối (end line), sau đó là cột gôn (goal posts). Cột gôn được trồng chính giữa chiều ngang của sân,  cao 10 feet (3,05 mét), trên bắc một  thanh ngang dài 18 feet 6 inches (5,64 mét), hai đầu thanh ngang là hai thanh dọc cao 30 feet (9,14 mét). Tổng cộng, toàn sân chơi của môn football dài 120 yards (360 feet hay 109,73 mét) và ngang là 53 1/3  yards (160 feet hay 48,77 mét). Kể từ đường cấm địa (goal line), cứ mỗi 10 yards, sân sẽ được đánh dấu bằng số 10, 20, 30, 40 cho tới giữa sân là 50. Sau mức này, sân được đánh dấu ngược lại 40, 30, 20 và 10 cho đến vùng cấm địa của bên kia.

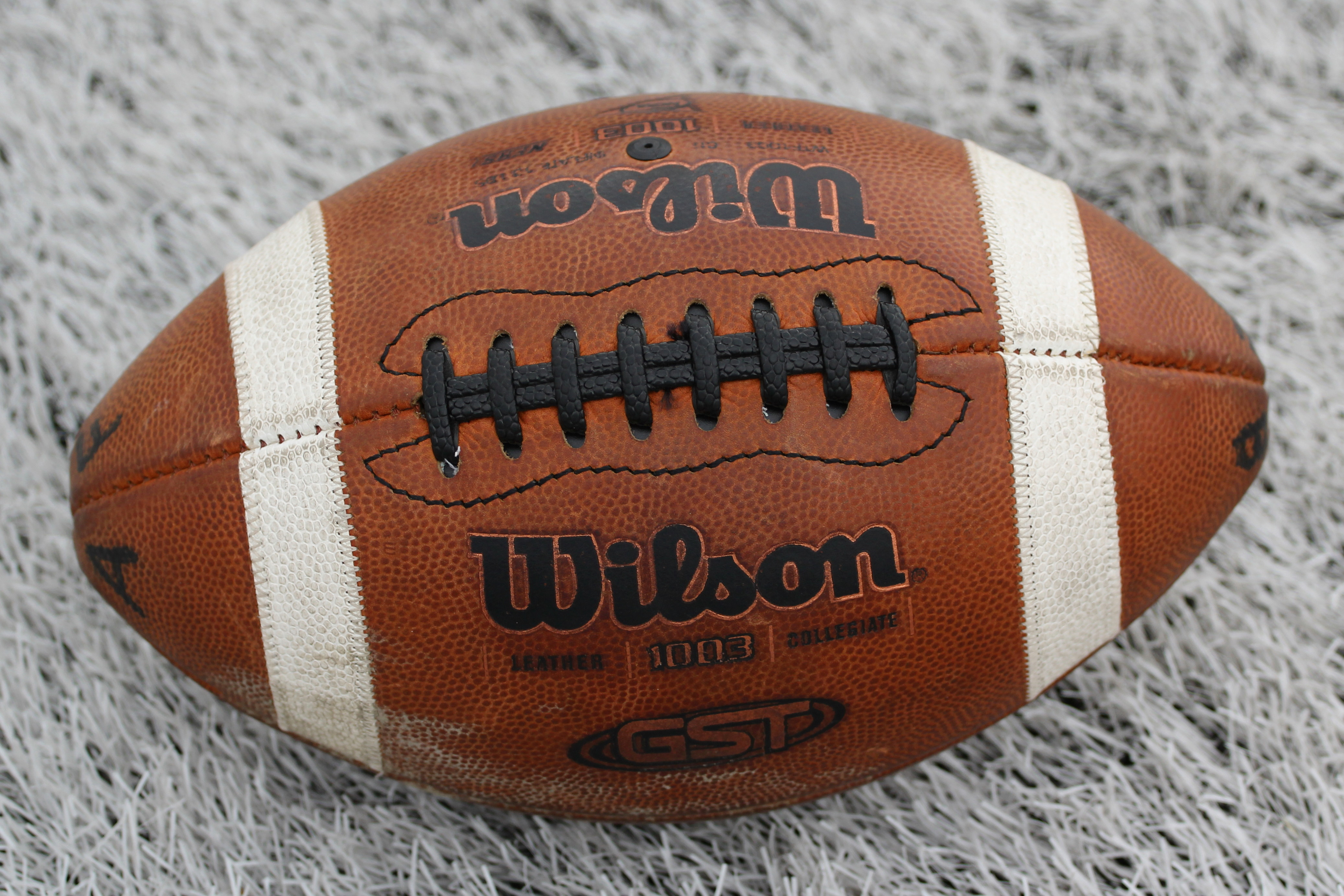
Bóng bầu dục Wilson da.

### Bóng
Bóng làm bằng da hình bầu dục được bơm hơi nặng từ 400 gram đến 430 gram. Bóng thi đấu thường được đánh sáp dưỡng và phun chống ẩm nhằm tăng độ bám dính.

### Mũ bảo hiểm
Mũ bảo hiểm được người chơi đội để bảo về vùng đầu khỏi va đập mạnh trong trận đấu. Mũ bảo hiểm bao gồm vỏ nhựa tổng hợp nhẹ, bên trong có lót lớp đệm xốp hoặc đệm bơm hơi để bảo vệ đầu, mặt nạ thép để bảo vệ mặt, 2 ốp hàm ở mỗi bên để bảo vệ hàm, lỗ thông tai, dây quai cằm và kính ốp polycarbonate chống chói. Mũ bảo hiềm thường được điểm xuyết với logo đội bóng, các loại họa tiết, sọc hay số thi đấu để dễ phân biệt từ xa.

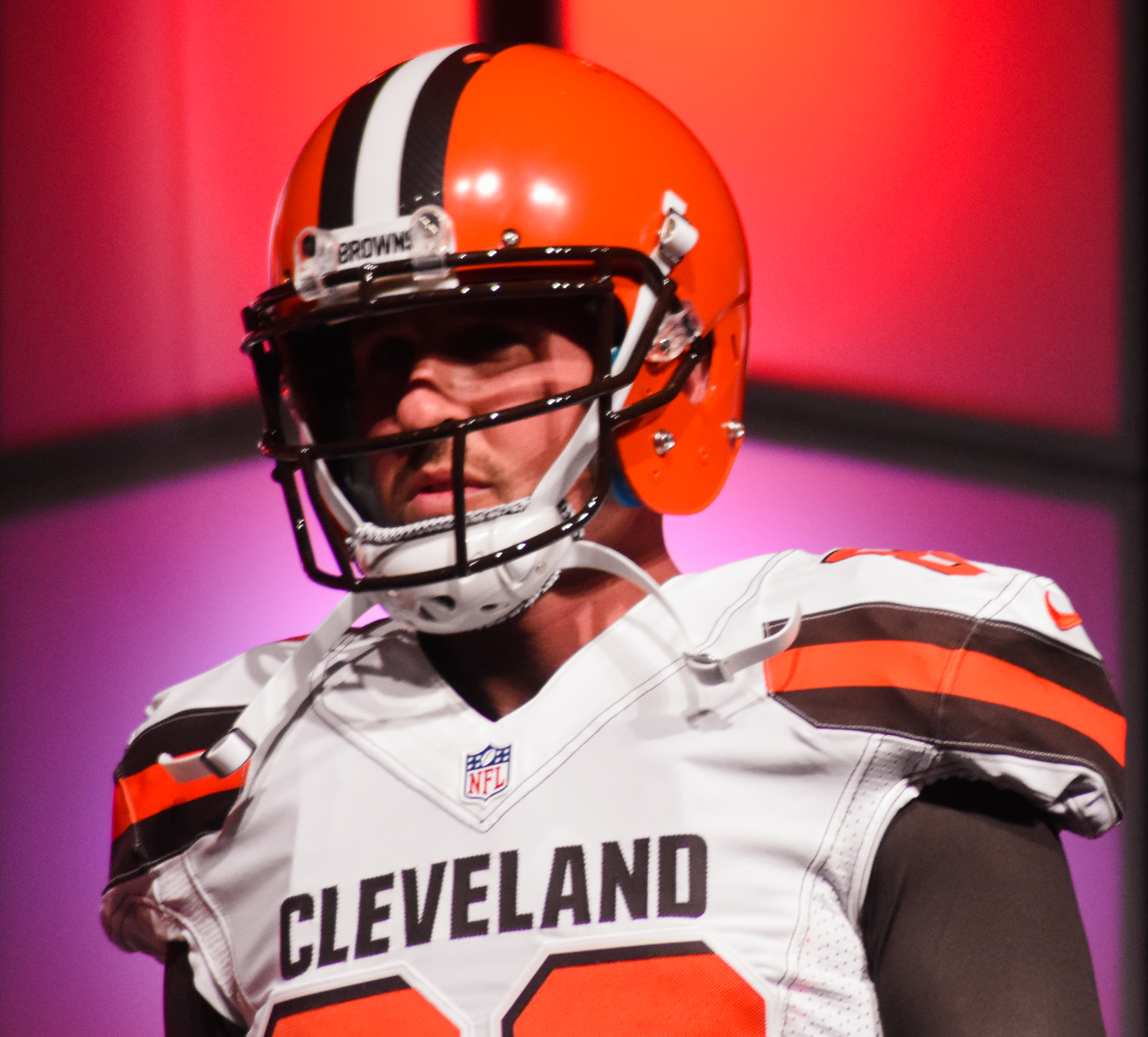
Mũ bảo hiểm Schutt AirXP, được đội bởi cầu thủ Brian Hartline.

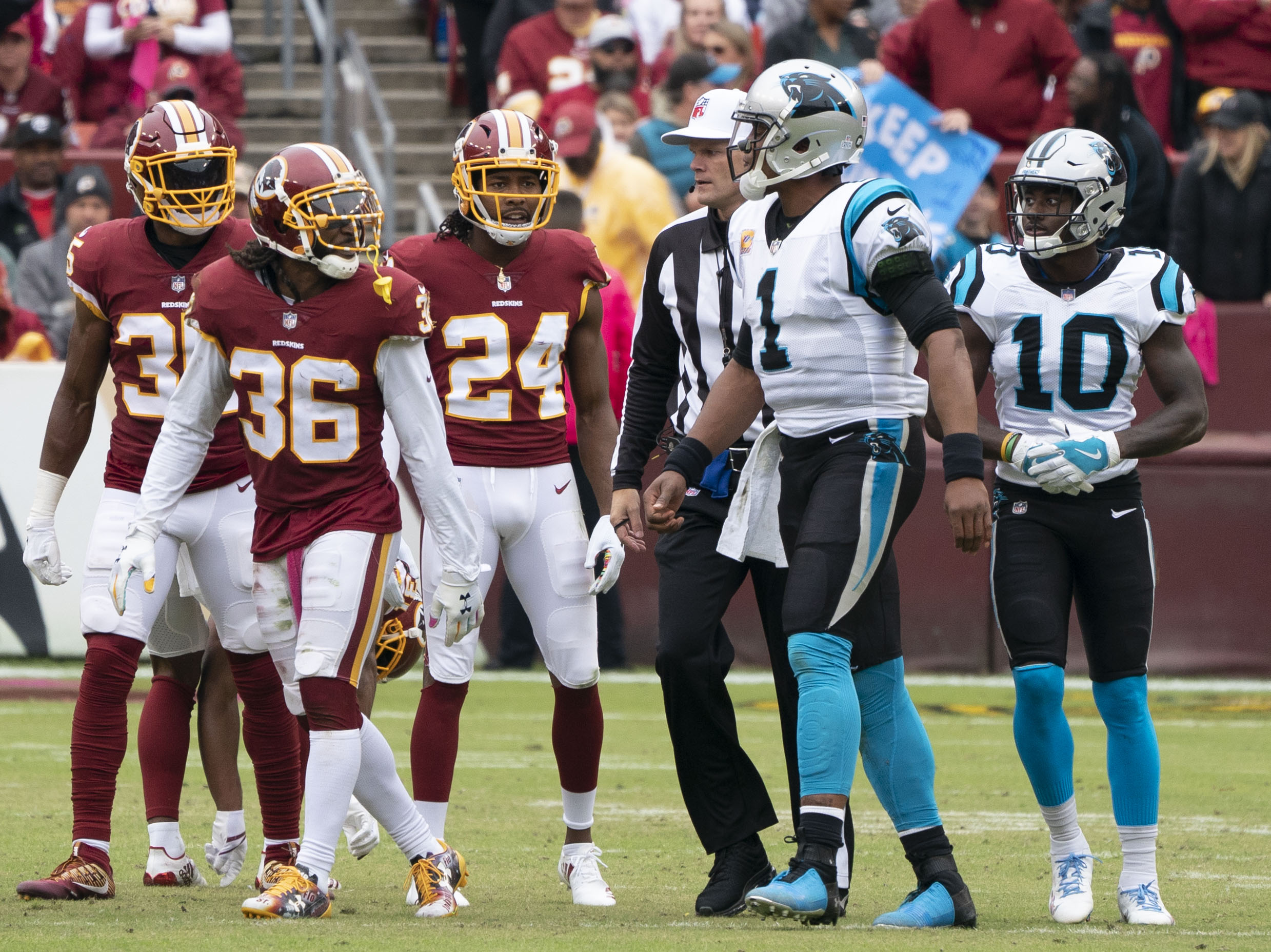
Cầu thủ hai đội Carolina và Washington với trang phục thi đấu và đồ bảo hộ.

### Giáp bảo hộ và trang phục thi đấu
Giáp bảo hộ thường được mặc bên ngoài lớp đồ lót hút ẩm và bên dưới trang phục thi đấu giúp bảo vệ người chơi khỏi chấn thương. Giống như mũ bảo hiểm, giáp bảo hộ được cầu tạo gôm lớp nhựa cứng bên ngoài và đệm dầy thoáng khí bên trong. Các miếng giáp bao bọc quanh phần vai, ngực và lưng của người chơi được thiết chặt bằng một dây đai nhựa bao vòng quanh xương sườn.
Trang phục thi đấu bóng bầu dục được mặc sát lớp bảo hộ. Bộ trang phục thi đấu bao gồm 1 áo đấu và 1 quần. Áo đấu có số áo trên vùng ngực, lưng và cầu vai; tên gọi của đội bóng hay tên thành phố thường được ghi trên ngực áo, phần vai được đính logo đội hay sọc màu và tên cầu thủ được in ở vùng lưng trên. Quần đấu được làm từ chất liều bền dai, mặc sát người, với túi trong để nhét mút bảo hộ đùi và hông.

## Đội hình và vị trí

Các vị trí trên sân bóng bầu dục, màu đỏ là đội tấn công, màu xanh là đội phòng thủ.

Một trận đấu bao gồm 2 đội tham gia, mỗi đội gồm 11 cầu thủ. Chơi nhiều hơn 11 người sẽ phải nhận án phạt penalty. Các đội có thể thay người không giới hạn trong thời gian bóng chết giữa các down, trước đây, luật thay người gặp phải nhiều hạn chế và việc này đã tối ưu hóa các tiểu đội tấn công, phòng thủ và đặc biệt. Số lượng cầu thủ được đăng ký vào đội hình chính thức tùy thuộc vào từng giải đấu, chẳng hạn như NFL được phép đăng kí 53 cầu thủ, trong khi đó NCAA Division I cho phép đăng ký 63 cầu thủ dạng học bổng tại FCS 85 cầu thủ dạng học bổng tại FBS.
Mỗi cầu thủ sẽ chọn số áo từ 1 đến 99 ngoại trừ những số áo được treo vĩnh viễn để tôn vinh cựu cầu thủ tùy vào mỗi đội. Cầu thủ của NFL phải chọn số áo dựa theo hệ thống đã được ban hành bởi giải đấu, bất cứ ngoại lệ nào phải được thông qua bởi Ủy viên. Các đội NCAA và NFHS được "khuyến khích" đánh số cầu thủ tấn công của họ theo sơ đồ đánh số do giải đấu đề xuất.
Mặc dù môn thể thao này hầu như chỉ được chơi bởi nam giới nhưng phụ nữ vẫn đủ điều kiện chơi ở trường trung học, đại học và bóng bầu dục chuyên nghiệp. Chưa có phụ nữ nào từng chơi ở NFL, nhưng phụ nữ đã chơi trong các trận bóng bầu dục ở trường trung học và đại học. Năm 2018, 1.100 trong số 225.000 cầu thủ trong đội bóng bầu dục trẻ Pop Warner Little Scholars là nữ và khoảng 11% trong số 5,5 triệu người Mỹ cho biết chơi bóng đá là nữ theo Hiệp hội Công nghiệp Thể thao và Thể hình.

### Tiểu đội tấn công

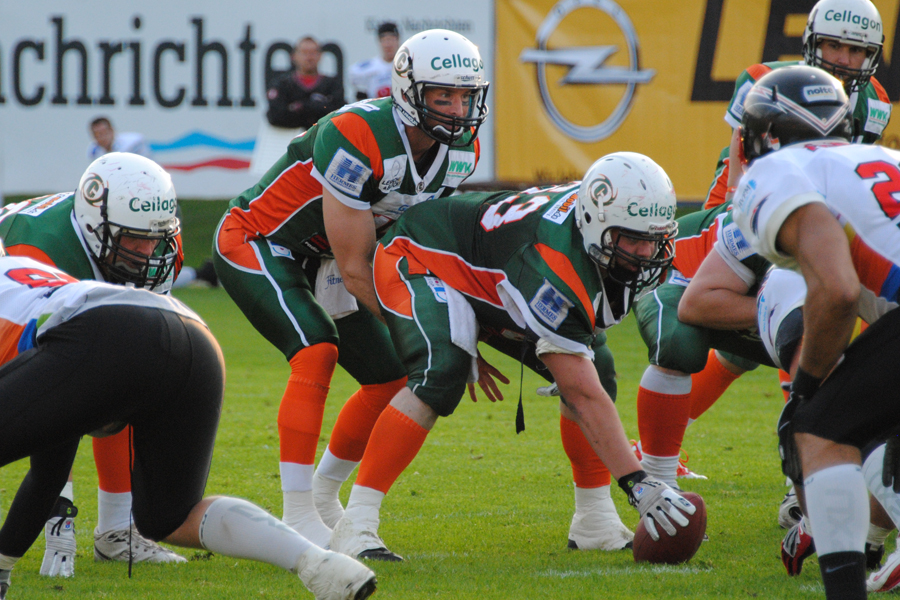
Một tiền vệ chính của Kiel Baltic Hurricanes ở dưới trung phong, sẵn sàng nhận cú giao bóng

Nhiệm vụ của tiểu đội tấn công là tịnh tiến bóng lên phần sân của đối phương để có thể ghi được một touchdown.
Đội tấn công phải dàn thành đội hình hợp lệ trước khi giao bóng (snap). Đội hình tấn công được coi là hợp lệ nếu có nhiều hơn 4 cầu thủ ở hàng sau hoặc có ít hơn 5 cầu thủ có số áo từ 50 đến 79 tại hàng tấn công trên. Cầu thủ có thể chọn vị trí tạm thời khác với vị trí mà số áo quy định miễn là họ lập tức báo cáo với trọng tài, sau đó trọng tài sẽ trao đổi lại với đội đang phòng ngự. Không một cầu thủ nào ngoại trừ trung phong được phép tiến vào vùng trung gian (neutral zone) cho tới khi bóng được giao. Cầu thủ hàng trên không được phép di chuyển trước khi giao bóng.
Các vị trí chính của hàng sau là tiền vệ chính (Quarterback - QB), trung vệ chạy (halfback/tailback - HB/TB) và hậu vệ chạy (fullback - FB). Tiền vệ chính là linh hồn của hàng tấn công. Tiền vệ chính hoặc huấn luyện viên sẽ đưa ra chiến thuật cho lượt tấn công. Thông thường, tiền vệ chính sẽ đưa ra chiến thuật cho những cầu thủ tấn công còn lại thông qua họp đội nhanh trước khi xếp đội hình. Tiền vệ chính sẽ đứng sau trung phong để nhận bóng được giao và có 3 lựa chọn chính: đưa bóng, ném bóng hoặc cầm bóng chạy.
Vai trò chính của trung vệ chạy là cầm bóng từ tiền vệ chính để thực hiện các tình huống chạy. Trung vệ chạy cũng kiêm luôn vai trò bắt bóng từ xa. Hậu vệ chạy có thể hình to hơn trung vệ chạy và có nhiệm vụ làm dàn chắn, đôi khi cầm bóng chạy trong các tình huống quãng ngắn hoặc sát vùng cầm địa, hiếm khi bắt bóng.
Hàng tấn công trên (offensive line - OL) bao gồm các cầu thủ có nhiệm vụ ngăn chặn cầu thủ đội phòng ngự khỏi các cầu thủ cầm bóng trong tình huống chạy với bóng hoặc vật ngã tiền vệ chính (sack) trong tình huống chuyền. Thủ lĩnh của hàng tấn công trên là trung phong (center - C), người có trách nhiệm giao bóng cho tiền vệ chính, chặn người, điều phối các cầu thủ hàng trên khác trong lượt tấn công. Hai bên trung phong là tiền vệ trong (guard - G), bên ngoài là tiền vệ ngoài (tackle - T).
Các cầu thủ có nhiệm vụ bắt bóng là tiền đạo bắt bóng (wide receiver - WR) và tiền đạo đuôi (tight end - TE). Tiền đạo bắt bóng có vị trí ngay tại vạch giao bóng, tách ra so với hàng trên. Nhiệm vụ chính của tiền đạo bắt bóng là nhận đường chuyền từ tiền vệ chính, nhưng họ cũng có thể làm mồi nhử hoặc chặn người trong tình huống chạy với bóng. Tiền đạo đuôi có vị trí cạnh tiền vệ ngoài và cùng lúc làm người nhận bóng lẫn chặn người.

### Tiểu đội phòng thủ

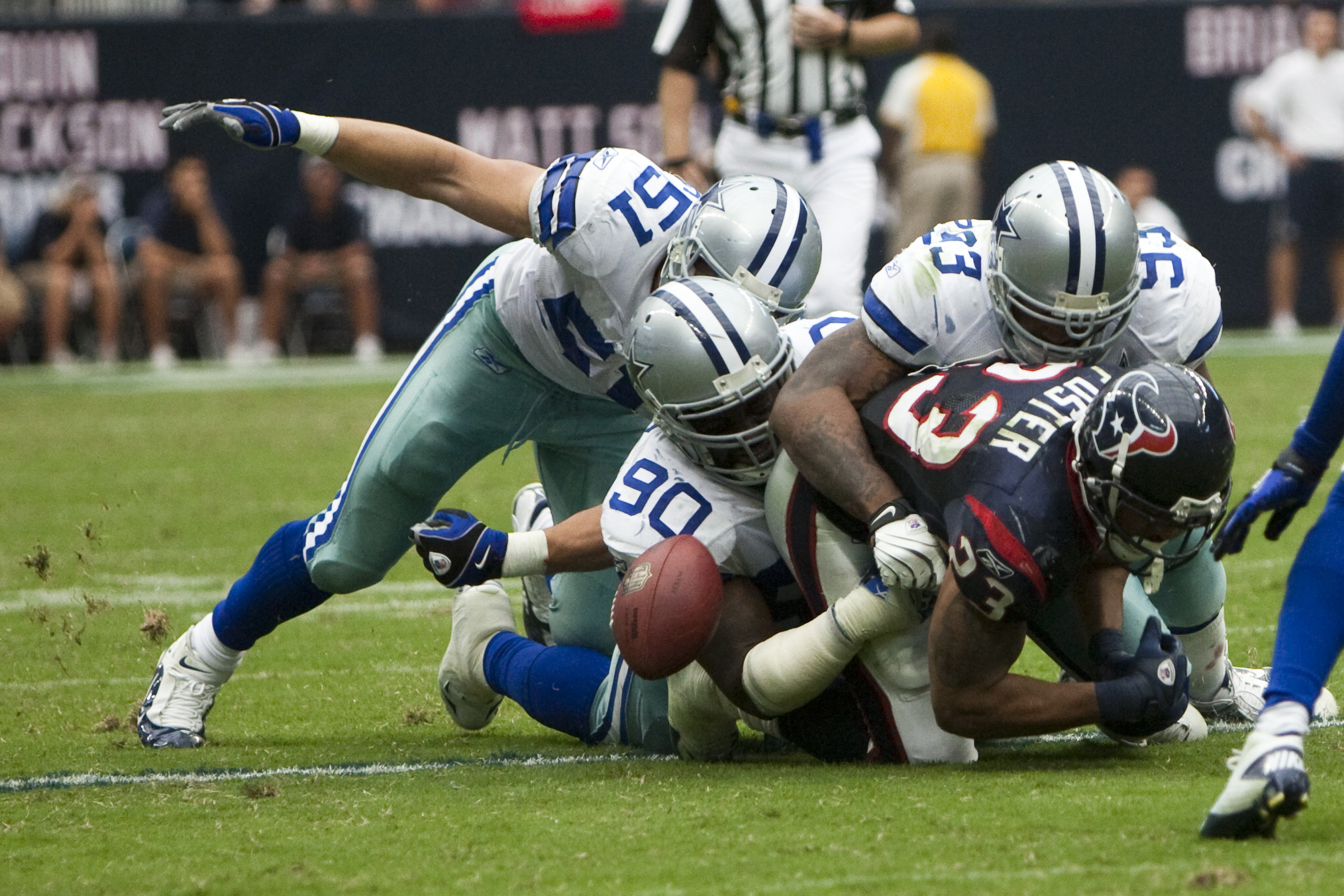
Các cầu thủ phòng ngự của Dallas Cowboys khiến trung vệ chạy Arian Foster của Houston Texans làm rơi bóng.

Nhiệm vụ của tiểu đội phòng thủ là ngăn chặn bên tấn công ghi điểm bằng cách vật ngã cầu thủ cầm bóng hoặc làm đội bạn mất bóng (turnover) bằng hai cách: cắt bóng (interception) hoặc rơi bóng (fumble).
Hàng tiền vệ phòng ngự (defensive line - DL) bao gồm tiền vệ phòng ngự đuôi (defensive ends - DE) và tiền vệ phòng ngự chặn (defensive tackles - DT). Tiền vệ phòng ngự đuôi có vị trí bên ngoài hàng, còn tiền vệ phòng ngự chặn ở giữa. Nhiệm vụ chính của các tiền vệ phòng ngự là ngăn chặn các tình huống chạy với bóng, gây áp lực lên tiền vệ chính, tạo điêu kiện cho trung vệ phòng ngự đột phá.
Trung vệ phòng ngự (linebacker) nằm phía sau tiền vệ, phía trước hậu vệ, chia ra thành 2 loại: Trung vệ phòng ngự trong (middle linebackers - MLB) và Trung vệ phòng ngự ngoài (outside linebackers - OLB). Trung vệ phòng ngự là chỉ huy của đội thủ, điều phối chiến thuật nhằm đột phá vào hàng sau của bên tấn công. Vai trò của họ bao gồm phòng ngự trước các tình huống chạy, áp sát tiền vệ chính, chặn tiền đạo bắt bóng và trung vệ đuôi khi đội bạn chuyền bóng.
Các hậu vệ phòng ngự (defensive backfield) bao gồm hậu vệ góc (cornerbacks - CB) và hậu vệ sâu (safeties - S). Hậu vệ sâu lại chia thành 2 loại là Hậu vệ sâu cắm (free safety - FS) và Hậu vệ sâu lùi (strong safeties - SS). Hậu vệ góc có vị trí ngoài cùng đội hình, đối diện với tiền đạo bắt bóng. Hậu vệ sâu có vị trí ở giữa hậu vệ góc nhưng lùi sâu về phía sau. Vị trí này được coi là chốt chặn cuối cùng của đội phòng ngự, ngăn chặn các tình huông chuyền dài và chạy đột biến.

### Tiểu đội đặc biệt

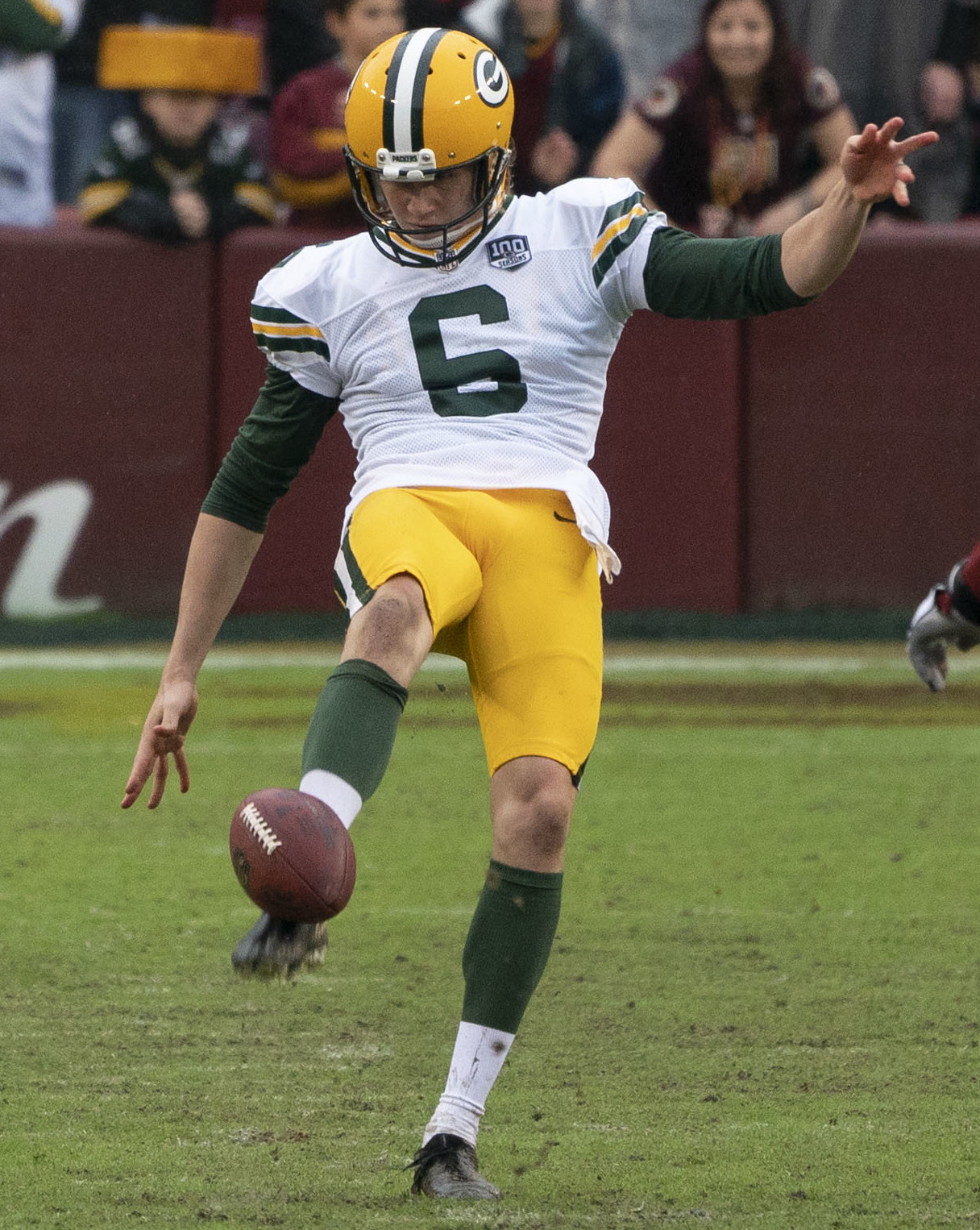
Cầu thủ sút phá bóng JK Scott

Tiểu đội đặc biệt chịu trách nhiệm cho tất cả các tình huống sút bóng, thực hiện sút thành bàn (field goal - FG), sút bóng dài (punt), sút bóng mở màn (kickoff). Trong lúc đó, đội bên kia sẽ tìm cách chắn bóng hoặc nhận bóng.
Ba vị trí đặc thù cho sút phạt thành bàn và điểm cộng sau touchdown (PAT - point-after-touchdown) là: Cầu thủ sút điểm(placekicker - K/PK), Cầu thủ giữ bóng (holder - H) và cầu thủ giao bóng dài (long snapper - LS). Nhiệm vụ của cầu thủ giao bóng dài là giao bóng cho cầu thủ giữ bóng để đặt bóng cho cầu thủ sút phạt thực hiện sút. Thông thường, khi sút bóng mở màn thì không có người giữ bóng vì bóng được đặt trên ụ trừ khi có gió to. Cầu thủ bắt bóng của đội bạn được gọi là Cầu thủ nhận bóng (kickoff returner - KR).
Các vị trí đặc thù cho sút bóng dài là cầu thủ sút phá bóng (punter - P), cầu thủ Giao bóng dài (long snapper), trung vệ càn (upback), và trung vệ chặn (gunner). Cầu thủ giao bóng dài đưa bóng cho cầu thủ sút dài, thả bóng xuống và sút trước khi bóng chạm đất. Trung vệ chặn đứng ở ngoài hàng, di chuyển dọc sân nhằm chặn cầu thủ Trả phá bóng (punt returner - PR)—cầu thủ bắt bóng được phá. Trung vệ càn đứng dưới vạch khởi đầu một quãng ngắn, bảo vệ cho cầu thủ sút dài.

## Luật chơi và thời gian thi đấu

### Ghi điểm

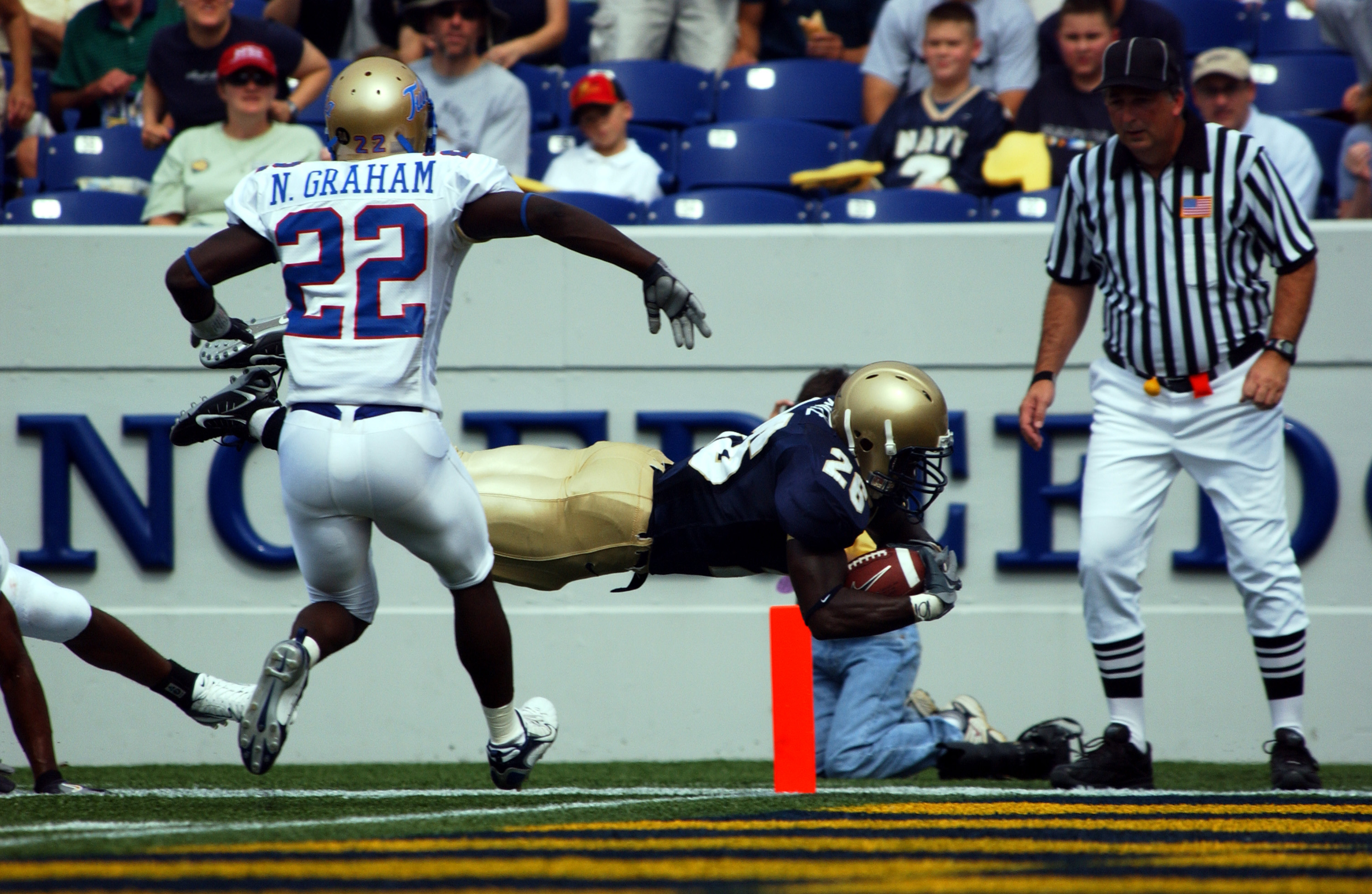
Một cầu thủ của đội Navy Midshipmen (áo đen) ghi điểm touchdown khi một cầu thủ phòng ngự đội Tulsa Golden Hurricane (áo trắng) đang nhìn. Vạch ghi điểm được đánh dấu bằng cột nhỏ màu cam.

Trong bóng bầu dục, đội chiến thắng là đội ghi được nhiều điểm hơn khi kết thúc trận đấu. Có nhiều cách để ghi điểm trong một trận bóng đá. Cú touchdown (TD), trị giá sáu điểm, là pha ghi bàn có giá trị nhất trong bóng bầu dục Mỹ. Một cú touchdown được ghi khi một quả bóng sống được đưa vào, bắt hoặc lấy lại ở khu vực cuối sân của đội đối phương. Sau đó, đội ghi điểm sẽ được 1 lần thử, thường được gọi là (các) điểm sau khi touchdown (Point(s) after touchdown - PAT) hoặc chuyển đổi (conversion), là một cơ hội ghi điểm duy nhất. Điều này thường được thực hiện từ vạch hai hoặc ba yard, tùy thuộc vào mức độ chơi. Nếu PAT được ghi bằng một quả đặt bóng rồi sút bóng hoặc một quả thả bóng rồi sút vào giữa 2 cột gôn , nó có giá trị một điểm, thường được gọi là điểm phụ. Nếu PAT được ghi bằng cách như là một cú touchdown, thì nó có giá trị hai điểm; điều này được gọi là chuyển đổi hai điểm. Nhìn chung, việc sút ghi 1 điểm hầu như luôn thành công, trong khi chuyển đổi hai điểm là một tình huống rủi ro hơn nhiều với xác suất thất bại cao hơn; theo đó, những lần sút ghi điểm phổ biến hơn nhiều so với những lần thử chuyển đổi hai điểm.
Một cú sút phạt (field goal - FG), có giá trị ba điểm, được ghi khi đặt bóng rồi sút bóng hoặc thả bóng rồi sút vào giữa 2 cột gôn và ở trên thanh ngang. Trong thực tế, hầu hết tất cả các lần sút phạt đều được thực hiện thông qua đặt bóng rồi sút. Mặc dù những cú thả bóng rồi sút đã phổ biến trong những ngày đầu của môn thể thao này, nhưng bóng bầu dục hiện đại khiến việc thả bóng trở nên khó khăn. Lần ghi bàn thành công cuối cùng bằng cú sút thả bóng ở NFL được thực hiện vào năm 2006; trước đó, cú đá rơi thành công cuối cùng được thực hiện vào năm 1941. Sau nỗ lực PAT hoặc ghi bàn thành công, đội ghi bàn phải sút trả bóng (kick off) cho đội kia.
Điểm safety được ghi khi người cầm bóng bị vật ngã trong vùng cấm địa của đội mình. Điểm safety có giá trị hai điểm, được trao cho đội phòng thủ. Ngoài ra, đội nào để mất điểm safety phải sút trả bóng cho đội ghi bàn.

### Thời gian và các khoảng dừng thời gian
Các trận bóng bầu dục kéo dài tổng cộng 60 phút trong các trận đấu chuyên nghiệp và đại học và được chia thành hai nửa, mỗi nửa 30 phút và bốn hiệp, mỗi hiệp 15 phút. Các trận bóng đá ở trường trung học có thời lượng 48 phút với hai nửa 24 phút và bốn hiệp 12 phút. Hai hiệp cách nhau một khoảng thời gian giữa giờ, còn sau khi kết thúc hiệp một và hiệp ba là thời gian nghỉ ngắn. Trước khi trận đấu bắt đầu, trọng tài và đội trưởng của mỗi đội gặp nhau ở giữa sân để tung đồng xu. Đội khách có thể chọn "ngửa" hoặc "sấp"; Người chiến thắng trong lượt ném bóng chọn nhận hay phát bóng hoặc họ muốn bảo vệ cột gôn nào. Họ có thể trì hoãn sự lựa chọn của mình cho đến hiệp hai. Trừ khi đội thắng quyết định hoãn lại, đội thua sẽ chọn phương án mà đội thắng không chọn — nhận, đá hoặc chọn cột gôn để phòng ngự để bắt đầu hiệp hai. Hầu hết các đội chọn nhận hoặc trì hoãn, vì việc chọn đá bóng để bắt đầu trận đấu cho phép đội kia chọn cột gôn nào để bảo vệ. Các đội chuyển đổi cột gôn sau hiệp một và hiệp ba. Nếu 1 lần down đang diễn ra khi hiệp đấu kết thúc, trận đấu sẽ tiếp tục cho đến khi hoàn tất lượt down. Nếu phạm một số lỗi nhất định trong khi thi đấu đã hết thời gian, hiệp đấu có thể được kéo dài thông qua thời gian tạm dừng không tính thời gian.
Các trận đấu kéo dài hơn thời lượng xác định do có thời gian dừng—trung bình một trận NFL kéo dài hơn ba giờ một chút. Thời gian trong một trận bóng đá được tính bằng đồng hồ thi đấu. Người điều khiển có trách nhiệm bắt đầu, dừng và vận hành đồng hồ thi đấu dựa trên sự chỉ đạo của trọng tài thích hợp. Một đồng hồ thi đấu riêng biệt được sử dụng để hiển thị khoảng thời gian mà đội tấn công phải bắt đầu một lượt đấu. Đồng hồ thi đấu được đặt thành 25 giây sau một số lần dừng nhất định trong trận đấu và thành 40 giây khi trận đấu đang tiếp tục mà không có những lần dừng như vậy. Nếu đội tấn công không bắt đầu trận đấu trước khi đồng hồ thi đấu ghi "00", lỗi làm hoãn trận đấu sẽ bị gọi đối với đội tấn công.

### Tịnh tiến bóng và các lượt (downs)

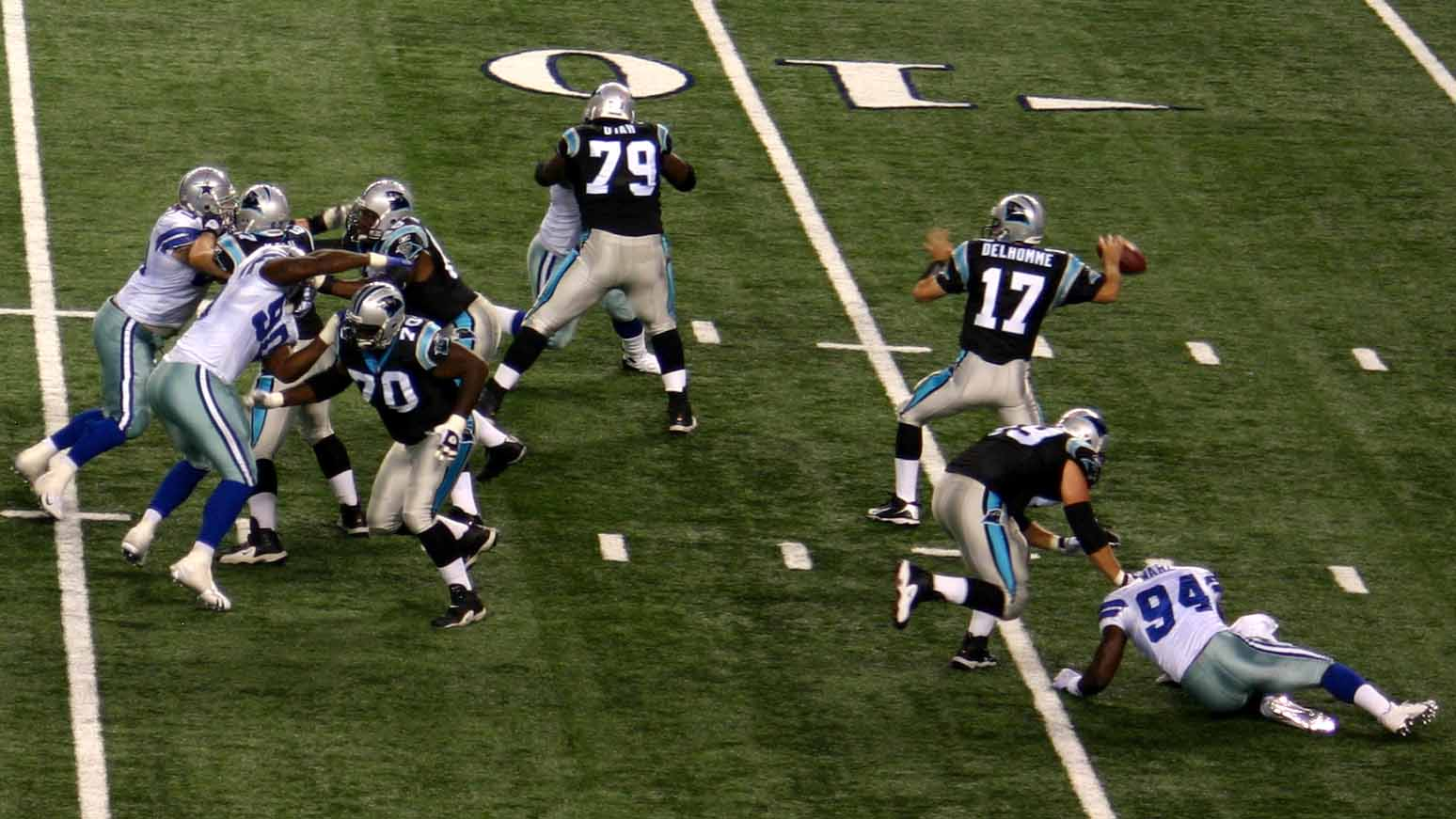
Tiền vệ chính Jake Delhomme (số 17) của Carolina Panthers đang thực hiện tình huống ném bóng về phía trước

Có hai cách chính để đội tấn công có thể tịnh tiến bóng: cầm bóng chạy và chuyền bóng. Trong một pha bóng điển hình, trung phong chuyền bóng ngược ra sau và giữa hai chân của họ cho tiền vệ chính bằng một động tác được gọi là "snap" (giao bóng). Sau đó, tiền vệ chính có thể đưa bóng cho một trung vệ chạy, ném bóng hoặc tự mình chạy. Pha bóng kết thúc khi cầu thủ cầm bóng bị vật ngã hoặc đi ra ngoài sân hoặc có đường chuyền bóng chạm đất mà không có cầu thủ nào bắt được. Một đường chuyền tịnh tiến chỉ có thể được thực hiện nếu người chuyền bóng đứng ở phía sau vạch xuất phát. Trong mỗi lượt, chỉ được chuyền bóng về phía trước một lần duy nhất. Giống như rugby, cầu thủ cũng có thể chuyền bóng ngược trở lại bất kỳ lúc nào trong mỗi pha bóng.  Trong NFL, một lượt sẽ kết thúc ngay lập tức nếu mũ bảo hiểm của cầu thủ cầm bóng bị rơi ra.
Đội tấn công được trao một loạt bốn pha bóng, được gọi là "downs" (lượt). Nếu đội tấn công tiến được mười yard trở lên trong bốn lượt, họ sẽ được thưởng một loạt bốn lượt mới. Nếu bên tấn công không tiến được mười yard, quyền cầm bóng sẽ được chuyển cho bên phòng ngự. Trong hầu hết các tình huống, nếu đội tấn công cần đến lượt thứ tư, họ sẽ sút bóng dài (punt) cho đội kia, buộc đội kia phải bắt đầu đợt tấn công từ xa hơn trên sân. Nếu đội tấn công tiến đến trong phạm vi có thể sút phạt được, đội tấn công sẽ có thể ghi điểm bằng một quả sút phạt. Một nhóm các quan chức chức trận đấu có tên là "chain crew" theo dõi sát các lượt đấu và đo khoảng cách vạch xuất phát. Trên truyền hình, một đường thẳng màu vàng được chồng lên sân thi đấu bằng điện tử để hiển thị đường lượt một cho khán giả dễ hình dung.

### Sút bóng

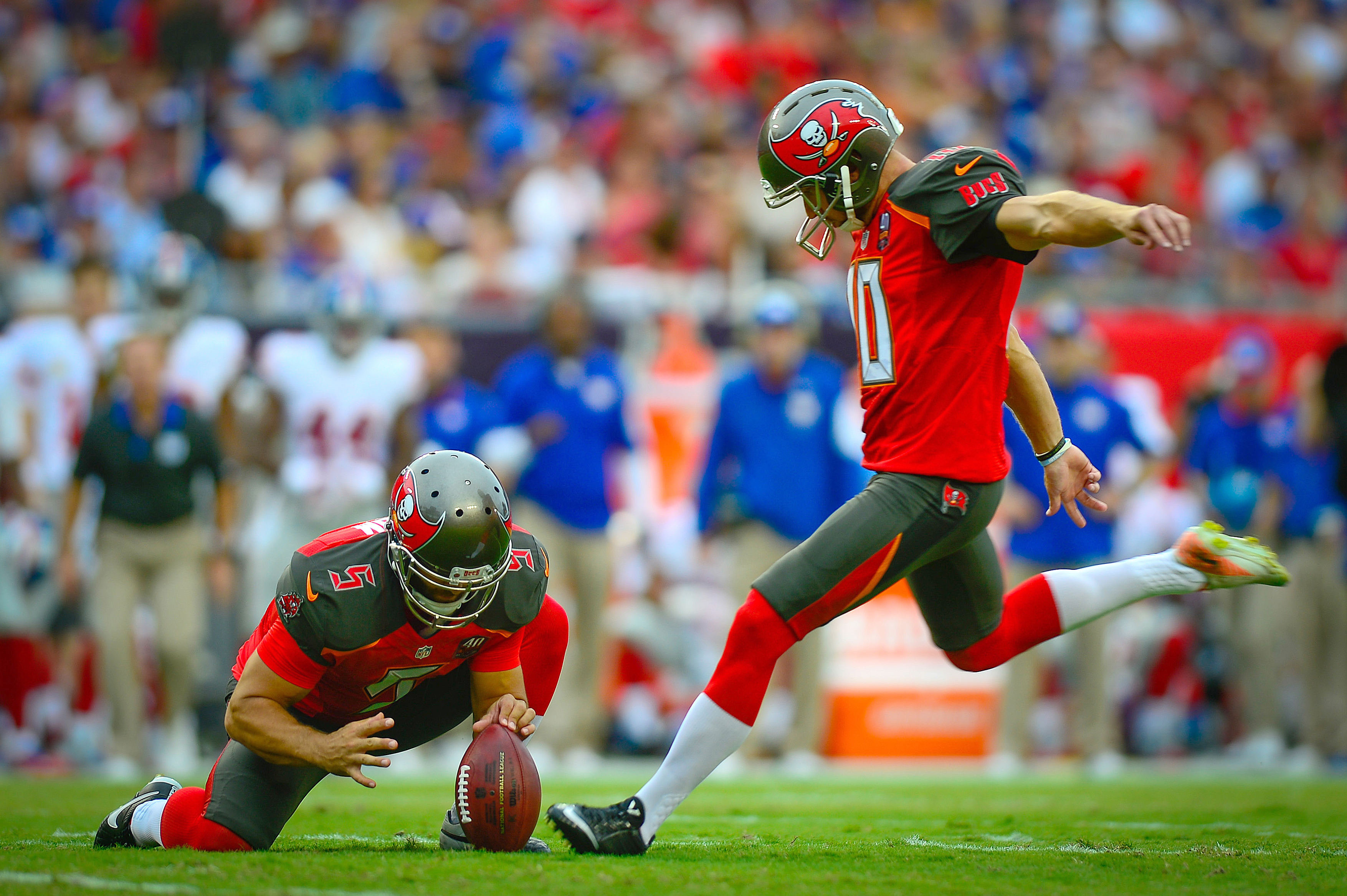
Cầu thủ sút phạt Connor Barth của Tampa Bay Buccaneers thực hiện tình huống sút bóng ghi điểm bằng cách sút quả bóng từ tay cầu thủ giữ bóng. Đây là cách chủ yếu được dùng để sút phạt ghi điểm hoặc ghi thêm điểm.

Trong bóng bầu dục Mỹ, có hai tình huông sử dụng những cú sút bóng: sút bóng từ vạch giao bóng (scrimmage kicks), có thể được đội tấn công thực hiện ở bất kỳ lượt nào từ phía sau hoặc trên vạch giao bóng và sút tự do (free kicks).  Sút tự do bao gồm sút giao bóng (kickoff), bắt đầu hiệp 1, hiệp 3 và hiệp phụ hoặc sau 1 pha ghi điểm, 1 pha sút phạt thành công; sút bóng an toàn (safety kick) sau một pha ghi điểm an toàn (safety).
Trong một cú sút giao bóng, bóng được đặt ở vạch 35 yard của đội thực hiện sú sút trong các trận đấu ở cấp độ chuyên nghiệp, đại học và ở vạch 40 yard trong các trận đấu ở cấp trung học. Bóng có thể được đá bằng cách thả bóng sút (drop kicked) hoặc đặt bóng sút (place kicked). Nếu chọn cách đặt bóng sút, bóng có thể được đặt trên mặt đất hoặc trên đế, trong cả hai trường hợp đều có thể sử dụng cầu thủ đặt bóng (holder). Trong tình huống sút bóng an toàn, đội sút bóng sẽ thực hiện cú sút trên vạch 20 yard ở phần sân của mình. Một đội muốn sút bóng có thể sút phá bóng (punt), thả bóng sút hoặc đặt bóng sút, nhưng không được sử dụng đế giữ bóng tại các trận đấu cấp chuyên nghiệp. Bất kỳ cầu thủ nào của đội nhận bóng đều có thể bắt hoặc đưa bóng lên phía trước. Bóng có thể được bên sút bóng bắt lại sau khi bóng đã đi được ít nhất 10 yard và đã chạm đất hoặc đã chạm vào cầu thủ của bên nhận bóng.
Ba loại sút bóng từ vạch giao bóng là sút đặt bóng, sút thả bóng và sút phá bóng. Chỉ có sút đặt bóng và sút thả bóng mới có thể ghi điểm.  Sút đặt bóng là cách được sử dụng chủ yếu để ghi điểm, bởi vì hình dạng nhọn của quả bóng đá khiến việc sút thả bóng khó hơn. Một khí quả bóng đã được sút từ tình huống giao bóng, đội sút chỉ có thể cầm bóng tịnh tiến nếu bắt hoặc thu hồi bóng phía sau vạch giao bóng. Nếu đội nhận bóng chạm bóng hoặc thu hồi bóng vượt quá vạch này, bóng sẽ được coi là bóng chết tại vị trí chạm bóng. Đội sút bóng không được can thiệp vào cơ hội bắt bóng của cầu thủ bên nhận bóng. Đội nhận bóng có quyền ra hiệu bắt bóng an toàn (fair catch), khi đó đội phòng ngự không được chặn hoặc cản phá cầu thủ nhận bóng đã ra tín hiệu. Pha bóng sẽ kết thúc ngay khi bóng được bắt và bóng không được tịnh tiến.

### Trọng tài và các lỗi khi thi đấu

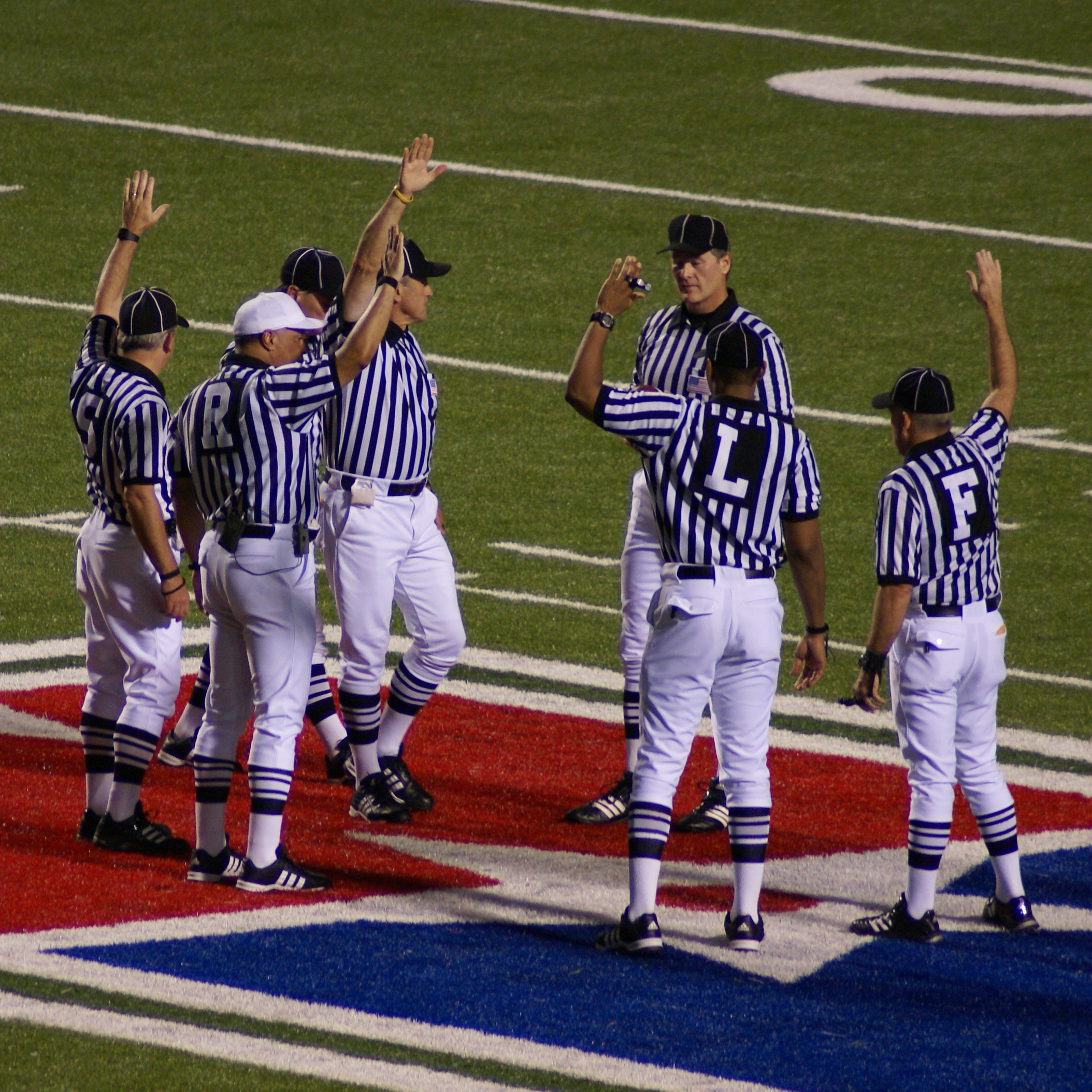
Các trọng tài họp ở giữa sân

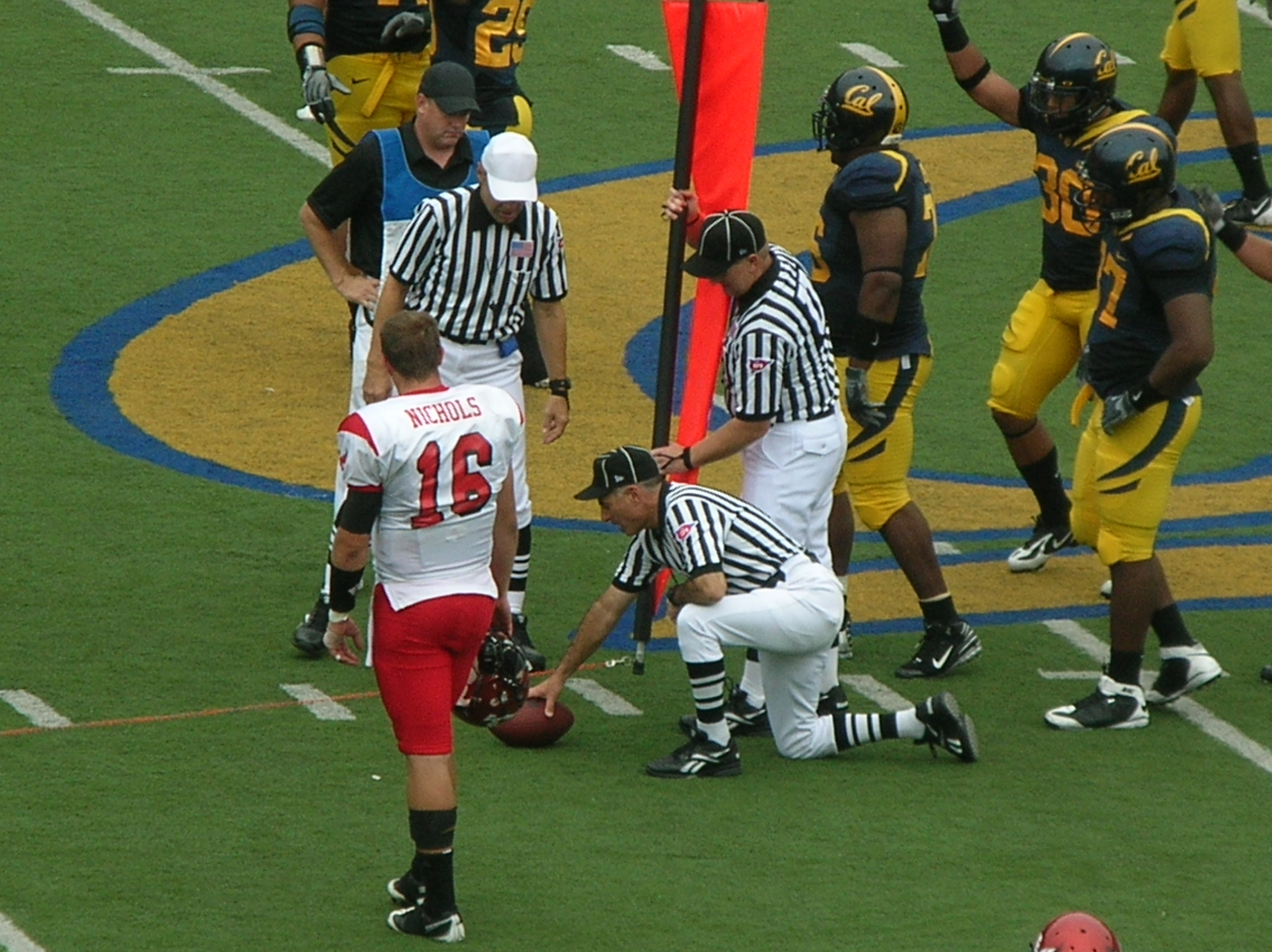
Trọng tài dùng dây xích để xác định vị trí lượt 1. Ở đây, bóng chết ngay trước cọc, do đó chưa đủ để có lượt 1

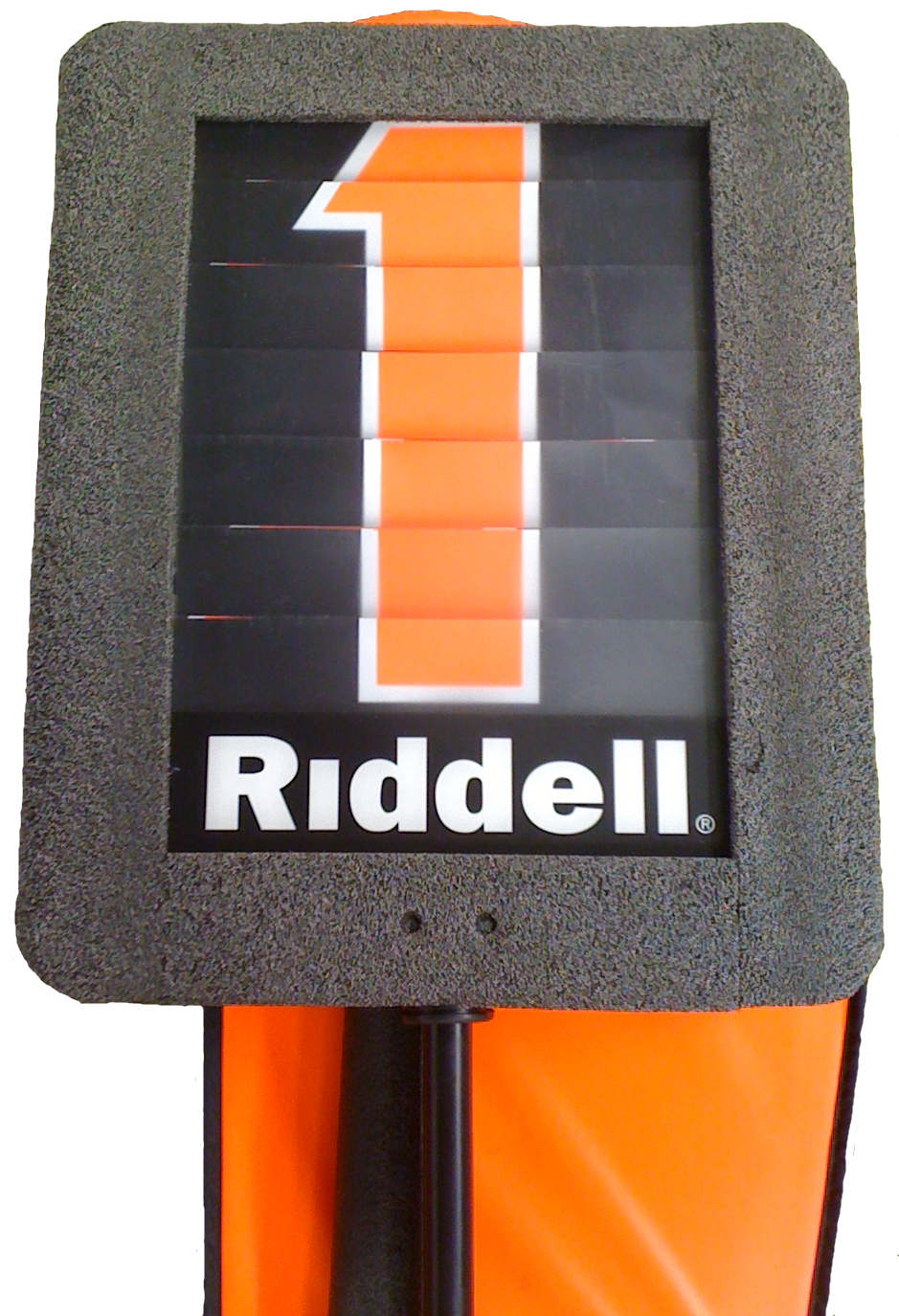
Hộp báo số lượt hiện đại được gắn trên cọc và dùng để đánh dấu vị trí vạch giao bóng. Con số trên cọc báo được thay đổi bằng nút xoay.

Các trọng tài chịu trách nhiệm thực thi luật thi đấu và giám sát thời gian trận đấu. Tất cả các trọng tài đều mang theo còi, mặc áo sọc đen trắng và đội mũ đen ngoại trừ trọng tài chính đội mũ trắng. Mỗi trọng tài sẽ mang một lá cờ vàng (gắn túi nhỏ chứa bi) được ném xuống đất để báo hiệu thổi lỗi. Trọng tài nếu phát hiện nhiều lỗi một lúc thì sẽ ném mũ của mình như một tín hiệu phụ. Phụ nữ cũng có thể làm trọng tài, với việc Sarah Thomas trở thành nữ trọng tài đầu tiên của NFL vào năm 2015. Bảy trọng tài (với tiêu chuẩn một đội ngũ gồm 7 người, các cấp độ thấp hơn đến cấp độ đại học sử dụng ít trọng tài hơn) được giao nhiệm vụ khác nhau:
- Trọng tài chính đứng phía sau và bên cạnh các hậu vệ tấn công. Trọng tài chính chịu trách nhiệm giám sát, kiểm soát trận đấu và là người có thẩm quyền về việc quyết định tỷ số, số lượt và diễn giải luật khi thảo luận với các trọng tài khác. Trọng tài chính sẽ công bố tất cả các tình huống phạt và trao đổi về hành vi phạm lỗi với đội trưởng của bên phạm lỗi, theo dõi các pha va chạm phạm quy vào tiền vệ chính, yêu cầu đo vị trí cho lượt đầu tiên và thông báo cho huấn luyện viên trưởng bất cứ khi nào một cầu thủ bị đuổi khỏi sân. Trọng tài chính thường đứng ở phía tay thuận dùng để chuyền bóng của tiền vệ. Trong hầu hết các trận đấu, trọng tài chính chịu trách nhiệm xác định vị trí bóng để bắt đầu tình huống giao bóng.
- Trọng tài phụ đứng ở sau phần sân của đội phòng ngự. Ở NFL, trọng tài phụ đứng đối diện với trọng tài chính ở 2 bên đội hình. Trọng tài phụ quan sát trận đấu dọc theo vạch giao bóng để đảm bảo rằng không quá 11 cầu thủ tấn công trên sân trước khi bắt đầu giao bóng, và không có cầu thủ hàng tấn công trên nào di chuyển phạm quy trong các pha chuyền bóng. Trọng tài phụ theo dõi sự tiếp xúc giữa các cầu thủ tiền vệ tấn công và tiền vệ phòng ngự và thổi hầu hết các quả phạt giữ người không bóng. Trọng tài phụ cũng có trách nhiệm ghi lại số lần tạm dừng trận đấu của các đội, đội thắng trong trò tung đồng xu và tỷ số trận đấu. Họ cũng hỗ trợ trọng tài chính trong các tình huống liên quan đến quyền cầm bóng gần vạch giao bóng, xác định xem trang bị cầu thủ có đúng luật hay không và làm khô bóng ướt trước khi bắt đầu giao bóng nếu trận đấu có mưa.
- Trọng tài biên sau đứng sâu phía trong phần sân đội phòng ngự, phía sau trọng tài phụ. Trọng tài biên sâu đảm bảo rằng đội phòng ngự không có quá 11 cầu thủ trên sân và xác định xem các pha bắt bóng có hợp pháp hay không, liệu các nỗ lực đá phạt hoặc ghi điểm phụ có thành công hay không và liệu có vi phạm cản trở chuyền bóng hay không. Trọng tài biên sâu cũng chịu trách nhiệm về thời gian đếm ngược giao bóng, thời gian giữa mỗi pha bóng khi không sử dụng đồng hồ trận đấu hiển thị.
- Trọng tài biên/trọng tài lượt đứng ở một bên của vạch giao bóng. Trọng tài biên/trọng tài lượt theo dõi bất kỳ vi phạm nào ở vạch giao bóng, lỗi sử dụng tay bất hợp pháp và hỗ trợ trọng tài biên ngoài với các lỗi di chuyển và chuyển động không hợp lệ. Trọng tài biên/trọng tài lượt cũng đưa ra phán quyết về các pha bóng ra ngoài biên xảy ra ở phần sân của họ, giám sát đội chain crew và đánh dấu vị trí bóng chết của cầu thủ nhận bóng.
- Trọng tài biên phụ đứng cách trọng tài biên hai mươi yard. Trọng tài biên có cùng nhiệm vụ với trọng tài sân. Trong các tình huống đá phạt và ghi điểm thêm, trọng tài biên đứng ngang với trọng tài phụ.
- Trọng tài biên dọc được đặt một bên vạch giao bóng, đối diện với trọng tài biên. Họ có nhiệm vụ giám sát việc thay người, theo dõi vạch giao bóng trong các pha sút phá bóng và đếm thời gian. Trọng tài biên dọc sẽ thông báo cho trọng tài chính khi hết giờ vào cuối hiệp và thông báo cho huấn luyện viên trưởng của đội nhà khi còn năm phút tới khi nghỉ giữa giờ. Trong NFL, trọng tài biên cũng thông báo cho trọng tài chính khi còn hai phút khi sắp hết 2 hiệp. Nếu đồng hồ bị trục trặc hoặc không hoạt động, trọng tài biên sẽ trở thành trọng tài bấm giờ chính thức.
- Trọng tài sân đứng sau trọng tài biên 20 yard. Trọng tài sân theo dõi và bấm giờ, đếm số lượng cầu thủ đội phòng ngự trên sân, theo dõi các hành vi cản trở chuyền bóng và sử dụng tay phạm quy bởi các cầu thủ bên tấn công. Trọng tài sân cũng đưa ra quyết định liên quan đến các pha bắt bóng, thu hồi bóng, xác định vị trí bóng khi một cầu thủ đi ra ngoài biên và chạm bóng rơi phạm quy khi đã vượt qua vạch giao bóng. Trong các tình huống đá phạt và ghi điểm thêm, trọng tài sân đứng ở cột gôn, đối diện với trọng tài biên sau.
- Trọng tài trung tâm là một trọng tài thứ tám chỉ được sử dụng ở cấp độ cao nhất của bóng đá đại học. Trọng tài trung tâm đứng ngang với trọng tài chính giống như cách trọng tài phụ trong NFL. Trọng tài trung tâm chịu trách nhiệm xác định vị trí bóng sau mỗi pha bóng và có nhiều trách nhiệm giống như trọng tài chính, ngoại trừ việc công bố các quả phạt.

Một nhóm quan chức trận đấu khác là đội dây xích (chain crew), chịu trách nhiệm di chuyển dây xích. Dây xích bao gồm hai cọc lớn được nối với nhau bằng một sợi xích dài 10 yard, dùng để đo khoảng cách cần thiết cho vạch lượt 1. Đội dây xích đứng ở đường biên trong suốt trận đấu, nhưng nếu được trọng tài yêu cầu, họ sẽ tạm thời mang dây xích vào sân để đo khoảng cách. Một đội dây xích điển hình có ít nhất ba người—hai người giữ hai cọc ở hai đầu dây xích, trong khi người thứ ba cầm cọc báo lượt (down marker). Cọc báo lượt là một cọc lớn có mặt số để hiển thị số lượt cầm bóng hiện tại và sẽ được lật sau mỗi pha bóng. Cọc này thường được di chuyển đến vị trí gần với vị trí bóng chết. Hệ thống dây xích này đã được sử dụng hơn 100 năm và được coi là một phương pháp đo lường chính xác, hiếm khi bị chỉ trích từ bất kỳ đội bóng nào.

## Sự an toàn và sức khỏe não bộ

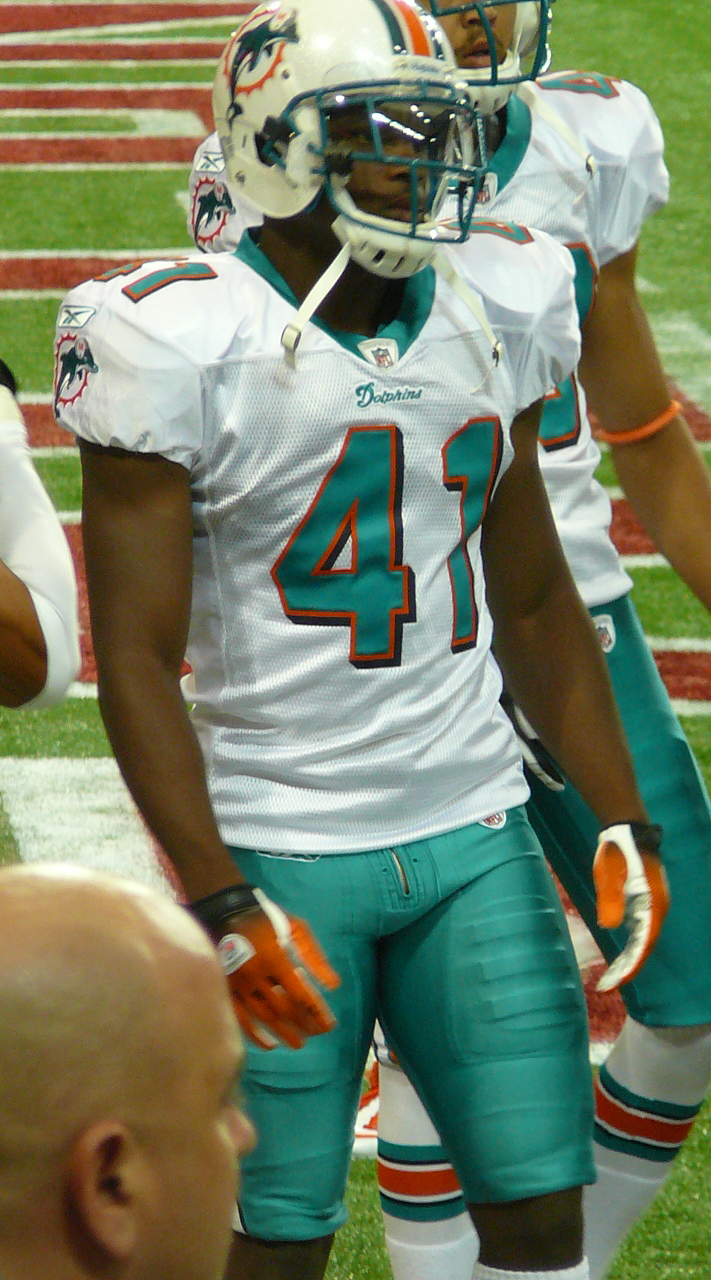
Vince Agnew đội mũ bảo hiểm cùng với giáp vai và đệm đùi dưới trang phục thi đấu

Bóng bầu dục là một môn thể thao có tính va chạm trực tiếp, do đó chấn thương khá phổ biến. Hầu hết các chấn thương xảy ra trong các buổi tập luyện, đặc biệt là những buổi có va chạm giữa các cầu thủ. Để giảm nguy cơ chấn thương, các cầu thủ bắt buộc phải mang trang bị bảo hộ. Yêu cầu tối thiểu bao gồm mũ bảo hiểm và giáp vai, nhưng tùy theo quy định của từng giải đấu, có thể yêu cầu thêm các loại dụng cụ bảo vệ khác như đệm đùi, miếng bảo vệ đầu gối, giáp ngực và dụng cụ bảo vệ miệng. Phần lớn các chấn thương xảy ra ở phần thân dưới, đặc biệt là đầu gối, nhưng cũng có nhiều chấn thương ảnh hưởng đến thân trên. Các loại chấn thương phổ biến nhất bao gồm căng cơ, bong gân, bầm dập, gãy xương, trật khớp và chấn động não.
Chấn động não lặp đi lặp lại (và có thể cả các tác động nhẹ dưới ngưỡng chấn động) có thể làm tăng nguy cơ mắc các bệnh như CTE (bệnh não chấn thương mạn tính), mất trí nhớ, bệnh Parkinson và trầm cảm sau này. Chấn động não thường xảy ra do va chạm mũ bảo hiểm vào nhau hoặc va chạm vào phần trên với cơ thể đối thủ, mặc dù mũ bảo hiểm đã giúp ngăn ngừa các chấn thương nghiêm trọng hơn như vỡ hộp sọ. Nhiều chương trình đã được triển khai nhằm giảm thiểu tình trạng chấn động não bằng cách hạn chế va chạm mũ bảo hiểm. Chương trình "Heads Up Football" của Liên đoàn bóng bầu dục Hoa Kỳ hướng đến việc giảm chấn động não trong bóng bầu dục trẻ em bằng cách hướng dẫn huấn luyện viên và cầu thủ nhận biết dấu hiệu chấn động não, sử dụng trang bị bảo hộ đúng cách và thực hiện kỹ thuật tắc bóng an toàn để tránh va chạm mũ bảo hiểm. Tuy nhiên, một nghiên cứu trên Orthopaedic Journal of Sports Medicine cho thấy chương trình này không hiệu quả, trong khi các cải cách toàn diện hơn của Pop Warner Little Scholars và các đội thành viên đã giúp giảm đáng kể tỷ lệ chấn động não.
Một nghiên cứu năm 2018 do Hệ thống Chăm sóc Sức khỏe VA Boston và Trường Đại học Y Boston thực hiện cho thấy việc chơi bóng bầu dục có va chạm (tackle football) trước 12 tuổi có liên quan đến việc xuất hiện sớm các triệu chứng của CTE nhưng không ảnh hưởng đến mức độ nghiêm trọng của bệnh. Cụ thể, trước năm 12 tuổi, với mỗi năm chơi bóng bầu dục va chạm, các cầu thủ có thể gặp vấn đề về nhận thức, hành vi và tâm trạng xuất hiện sớm hơn trung bình khoảng 2,5 năm.

## NFL và Super Bowl
Super Bowl (tạm dịch: Siêu cúp Bóng bầu dục Mỹ) là trận tranh chức vô địch thường niên của Giải Bóng bầu dục Quốc gia (NFL - National Football League), hiệp hội hàng đầu của bóng bầu dục Mỹ, kể từ năm 1967 và thường được tổ chức vào Chủ nhật thứ hai của tháng Hai dương lịch, gọi là Super Bowl Sunday (Chủ nhật Siêu Cúp).

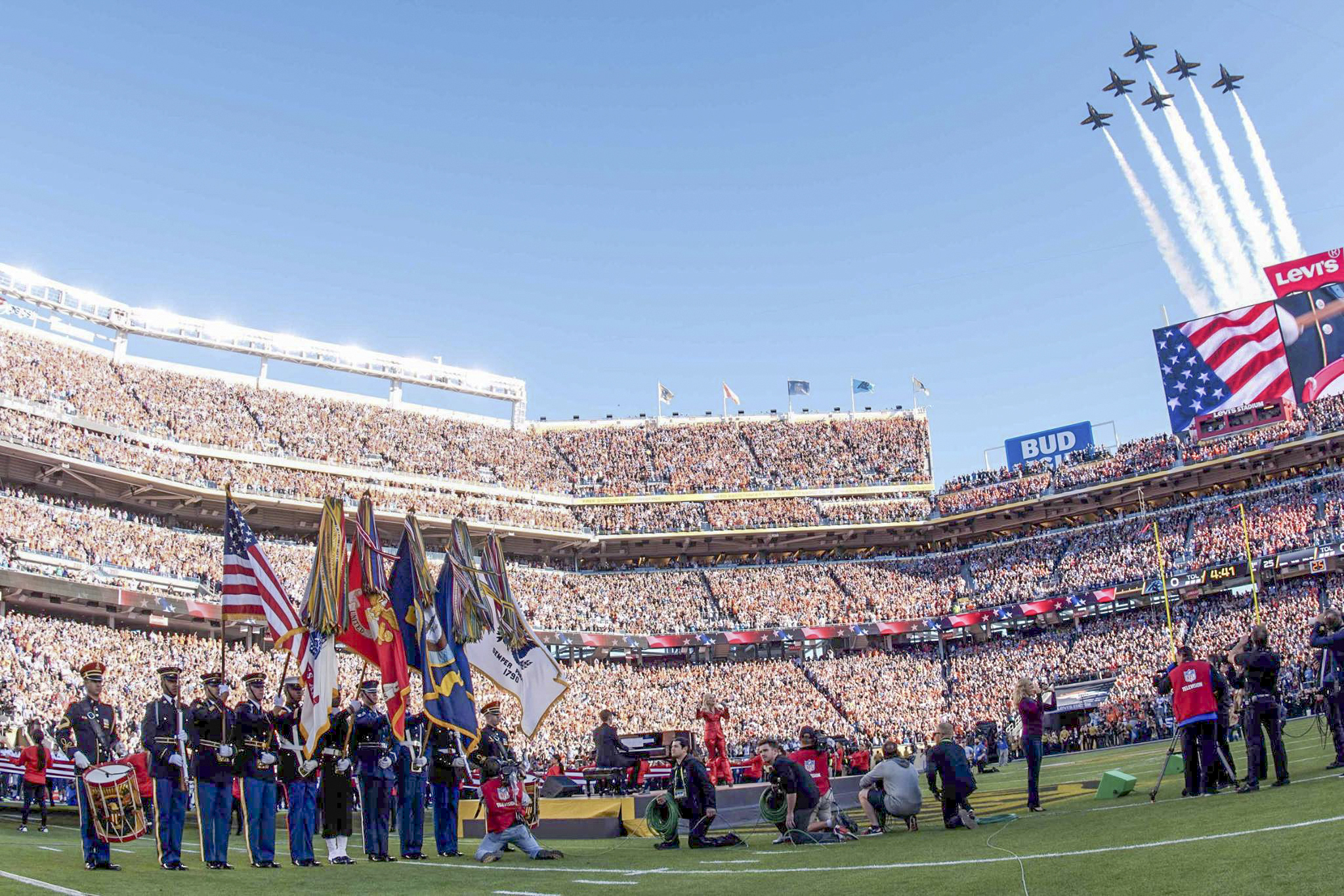
Cuối lễ khai mạc Super Bowl 50

Đội thắng cuộc nhận được cúp Vince Lombardi Trophy, được đặt tên theo huấn luyện viên của đội Green Bay Packers, đội đã giành được chiến thắng hai trận Super Bowl đầu tiên và ba trong số năm giải vô địch NFL trước đó (năm 1961, 1962, và 1965). Cúp này được thực hiện độc quyền bởi hãng Tiffany & Co. với giá 25.000 USD. Cuối trận đấu, cầu thủ xuất sắc nhất (Most Valuable Player  - viết tắt: MVP) sẽ được chọn và trao Cúp Pete-Rozelle, được đặt tên theo cựu ủy viên NFL Pete Rozelle. Các thành viên của đội chiến thắng sẽ được nhận những chiếc nhẫn làm bằng vàng và kim cương, được gọi là Super Bowl ring.
Trong hầu hết các năm qua, Super Bowl là chương trình được theo dõi nhiều nhất trong các chương trình phát sóng của truyền hình Mỹ. Ngày  Chủ nhật Siêu Cúp của giải Super Bowl không chỉ là một trong những sự kiện thể thao lớn nhất mà bây giờ được xem de facto như là ngày lễ quốc gia của Hoa Kỳ.

## Sự phổ biến và ảnh hưởng văn hóa

### Hoa Kỳ

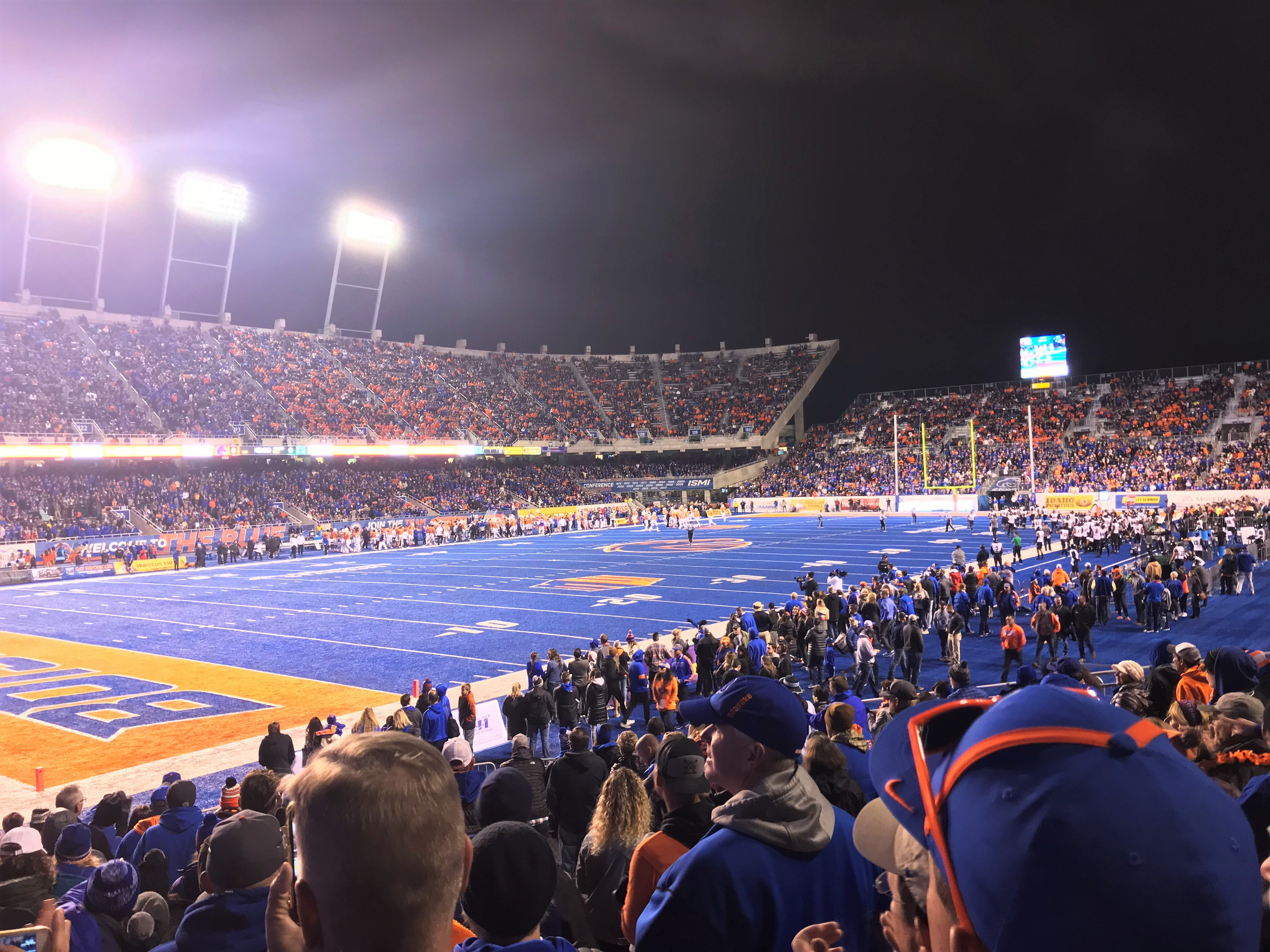
Đội bóng bầu dục đại học Boise State Broncos, đội bóng đầu tiên có sân đấu màu xanh dương

Tại Hoa Kỳ, bóng bầu dục Mỹ vẫn là môn thể thao phổ biến nhất, theo phóng viên ESPN Sean McAdam. Tại một cuộc khảo sát ý kiến của người dân Mỹ thì bóng bầu dục vẫn là môn phổ biến nhất, và bóng bầu dục đại học chỉ xếp sau bóng bầu dục và bóng chày chuyên nghiệp. Bóng bầu dục chuyên nghiệp lần đầu trở thành môn thể thao phổ biến nhất, vượt qua bóng chày chuyên nghiệp kể từ cuộc khảo sát năm 1985. Bóng bầu dục chuyên nghiệp phổ biến nhất với người dân miền đông Hoa Kỳ vùng nông thôn, và bóng bầu dục đại học nổi tiếng nhất tại miền nam Hoa Kỳ và với những người có bằng cử nhân và có bằng cao học.
Super Bowl là sự kiện thể thao 1 ngày phổ biến nhất tại Hoa Kỳ, và là một trong những sự kiện thể thao lớn nhất cả thế giới theo lượt xem. NFL có doanh thu khoảng 12 tỉ đô la vào năm 2022.

## Sách
- "Digest of Rules". National Football League. Truy cập ngày 31 tháng 10 năm 2007.
- "History and the basics". National Football League. Truy cập ngày 28 tháng 12 năm 2005.
- "Playing with the Percentages When Trailing by Two Touchdowns". Montana State University. Bản gốc lưu trữ ngày 20 tháng 12 năm 2007. Truy cập ngày 24 tháng 12 năm 2005.